# Xai-Xai (Distrikt)
Xai-Xai (seit 2019 noch inoffiziell Distrito Limpopo) ist ein Distrikt der Provinz Gaza in Mosambik mit der Hauptstadt Chongoene. Sein Gebiet grenzt im Norden an die Distrikte Chokwé, Chibuto und Mandlakaze, im Westen an den Disgtrikt Bilene, im Süden an die Stadt Xai-Xai und an den Indischen Ozean und im Osten an den Distrikt Mandlakaze.

## Geographie
Der Distrikt Xai-Xai wird vom Limpopo durchflossen, der im Distrikt in den Indischen Ozean mündet. Der Lumane ist ein rechter Nebenfluss des Limpopo, alle anderen Flüsse fließen nur in der Regenzeit. Im Distrikt liegen etwa 20 Seen, die für den Fischfang wichtig sind.
Das Klima ist tropisch feucht, der jährliche Niederschlag liegt zwischen 925 und 1145 Millimeter.

## Bevölkerung
| Der Distrikt ist 1.865 Quadratkilometer groß und hatte 2013 eine Einwohnerzahl von 236.016 Menschen. Das heißt, der Distrikt ist dicht besiedelt, er hat eine Bevölkerungsdichte von 127 Personen pro Quadratkilometer. In der Grafik rechts ist gut zu sehen, dass die Anzahl der 17-Jährigen stark ansteigt (2014 gab es um 25 Prozent mehr 17-Jährige als 2009). Dieser Anstieg verflacht bis zu den 5-Jährigen (2014 nur 9 Prozent mehr als 2009), um dann bis zu den Neugeborenen wieder anzusteigen (14 Prozent mehr Neugeborene im Jahr 2014 als im Jahr 2009). Wie in den meisten Distrikten in Mozambique ist auch in Xai-Xai die Analphabetenrate sehr hoch, speziell bei Frauen und hier vor allem bei älteren Frauen. So können 65 Prozent der Frauen zwischen 40 und 49 Jahren nicht lesen und schreiben, bei den über 60-Jährigen sind es über 90 Prozent. Hier fehlt eine Grafik, die leider im Moment aus technischen Gründen nicht angezeigt werden kann. Wir arbeiten daran! Anzahl Personen nach Alter |

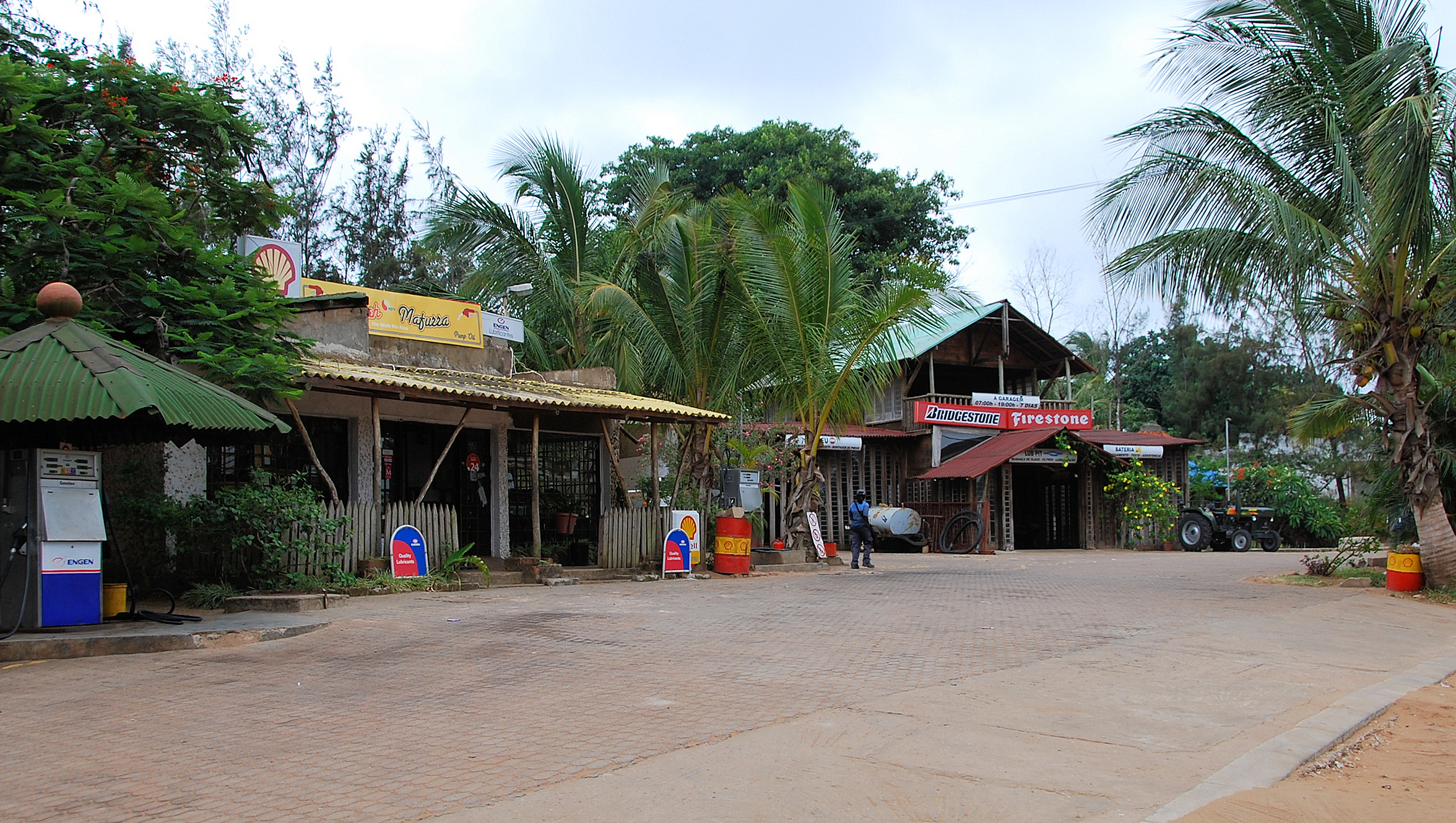
Tankstelle im Distrikt Xai-Xai

## Einrichtungen und Dienstleistungen
In Distrikt befinden sich 122 Grundschulen (Primárias) und vierzehn weiterführende Schulen (Secundárias). Von den Grundschulen sind 77 öffentliche Schulen und 45 private Schulen, von den weiterführenden Schulen sind alle öffentlich (Stand 2013).
In Xai-Xai gibt es ein Krankenhaus, elf Gesundheitszentren und drei Ambulanzen.

## Verwaltungsgliederung
Der Distrikt Xai-Xai ist in drei Verwaltungsposten (postos administrativos) gegliedert:
- Chicumbane
- Chongoene
- Zongoene

## Wirtschaft und Infrastruktur
Im Jahr 2007 hatten sechs Prozent der Bevölkerung Zugang zu elektrischem Strom, fünfzig Prozent besaßen ein Radio.

### Landwirtschaft

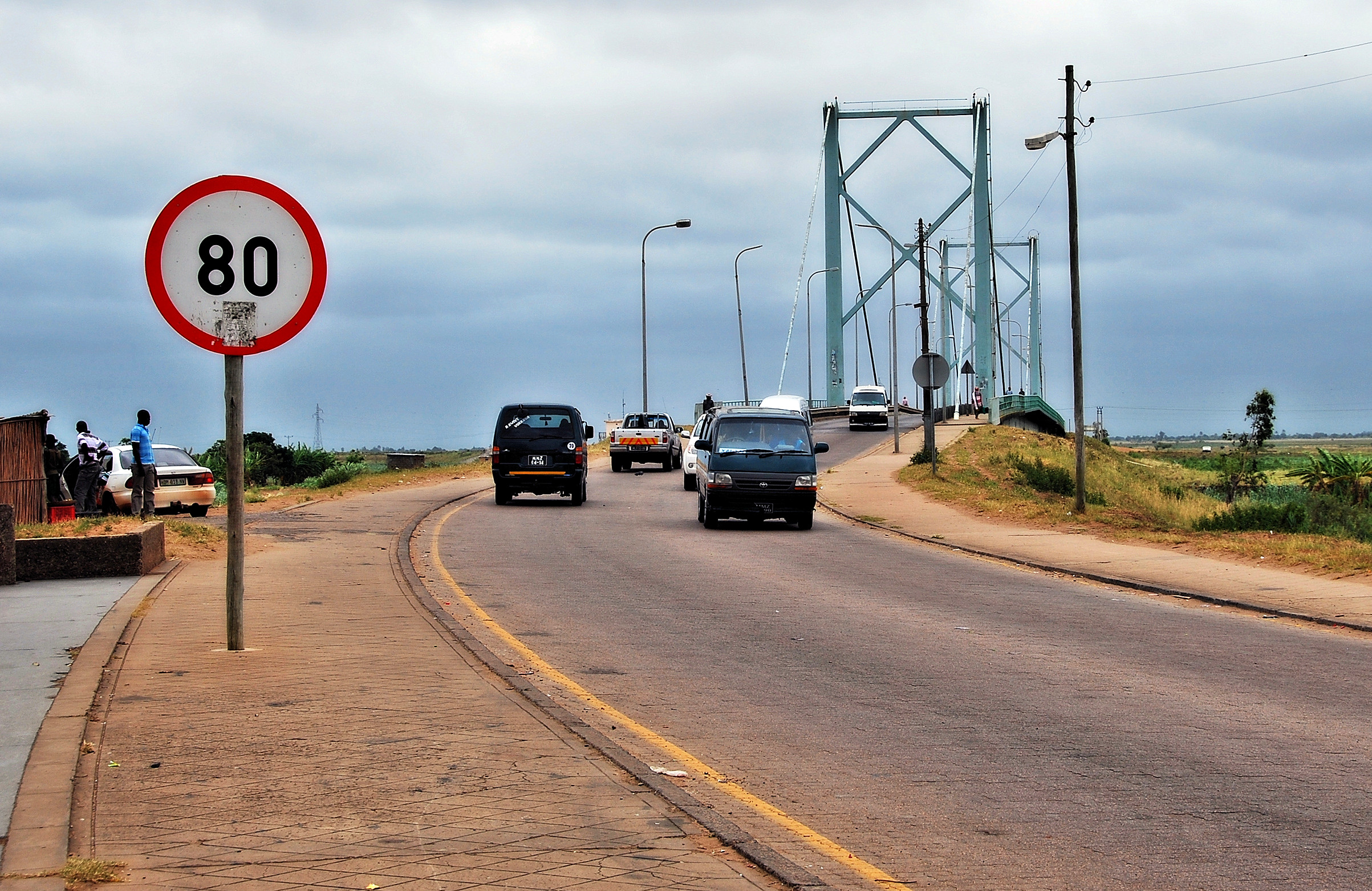
Brücke der Nationalstraße EN1 über den Limpopo (2009)

Im Jahr 2010 gab es in Xai-Xai 46.000 landwirtschaftliche Betriebe. Mit wenigen Ausnahmen waren alles Klein- oder Mittelbetriebe, die durchschnittliche bewirtschaftete Fläche betrug ein Hektar. Die höchsten Erträge gab es bei Maniok, Mais, Bohnen, Süßkartoffel und Erdnüssen (Stand 2003).

### Bodenschätze
Neben Sand und Schiefer werden als einziges Erz Titanminerale abgebaut.

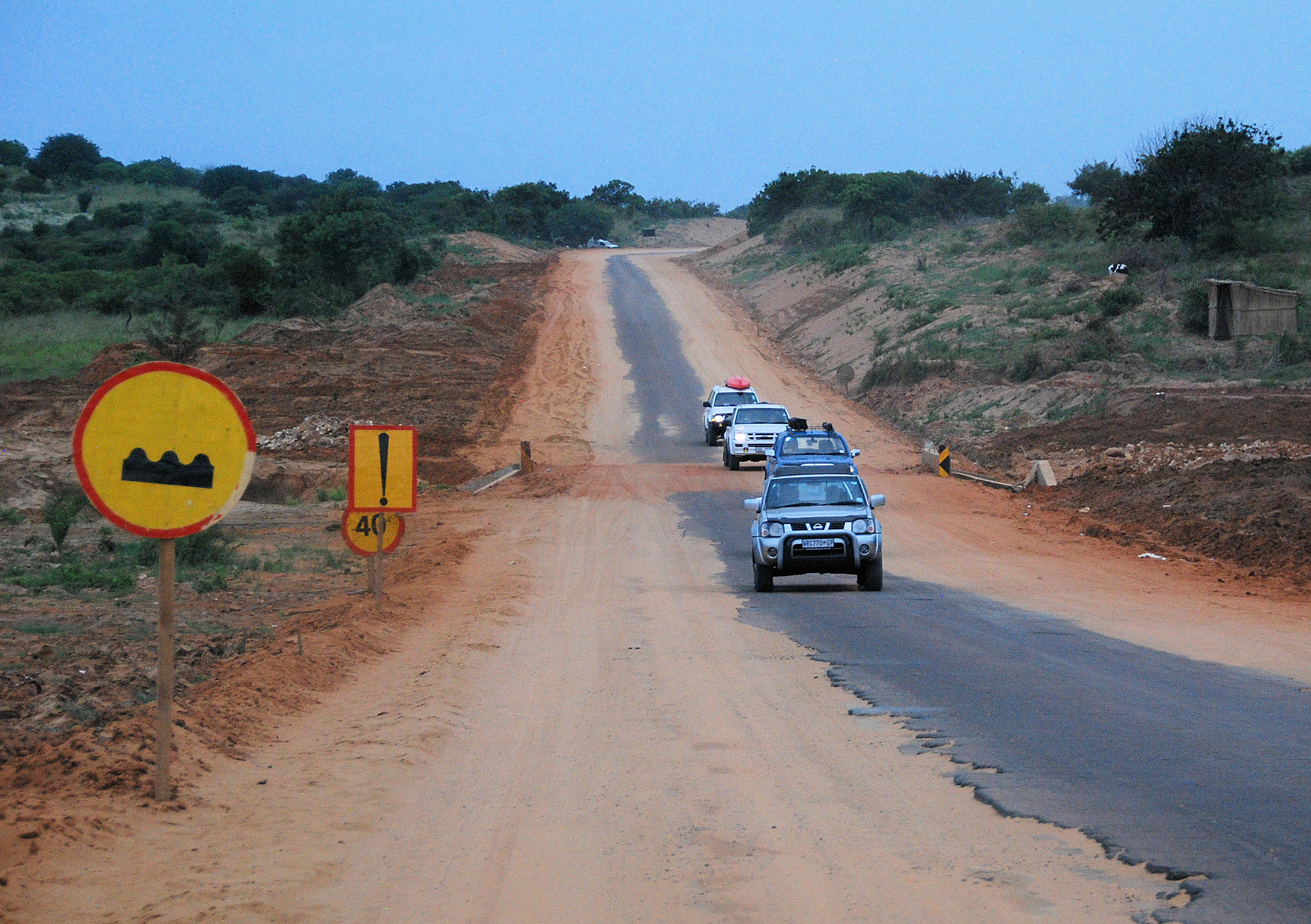
Nationalstraße EN1 in Xai-Xai (2010)

### Verkehr
Die Nationalstraße EN1, die Maputo mit Inhambane verbindet, führt durch Xai-Xai und überquert im Distrikt den Fluss Limpopo.

### Fremdenverkehr
In Xai-Xai gibt es unberührte Riffe an der Küste in Chongoene und Zongoene sowie Bade- und Windsurf-Möglichkeiten in den Seen. Auf dem Limpopo werden Schiffsreisen angeboten.